# Mablethorpe
Mablethorpe ist eine Kleinstadt im District East Lindsey der englischen Grafschaft Lincolnshire. Sie bildet mit den Teilorten Sutton-on-Sea und Trusthorpe die Gemeinde Mablethorpe and Sutton, die im Jahr 2001 insgesamt 11.780 Einwohner zählte.

## Geografie
Das Seebad befindet sich 35 km Luftlinie südöstlich von Grimsby sowie 60 km östlich von Lincoln an der Nordseeküste.

## Geschichte
Mablethorpe wurde von der Flutkatastrophe von 1953 hart getroffen.

## Verkehr
Bei Mablethorpe beginnen bzw. enden die A-Straßen A52 (nach Newcastle-under-Lyme), A157 (nach Wragby, Anschluss nach Lincoln) und A1031 (nach Cleethorpes). Anschluss an das Fernstraßennetz erhält man über die nahegelegene A16 nach Norden bei Grimsby (M180) sowie nach Süden bei Peterborough (A1(M)).

## Persönlichkeiten
- Hugh Whistler (1889–1943), Ornithologe und Polizist in Indien, hier geboren